# アベル・フェレイラ
アベル・フェルナンド・モレイラ・フェレイラ（Abel Fernando Moreira Ferreira, 1978年12月22日 - ）は、ポルトガル、ペナフィエル出身の元サッカーポルトガル代表の元サッカー選手、サッカー指導者。ポジションはディフェンダー。現在はカンピオナート・ブラジレイロ・セリエAのSEパウメイラスの監督を務めている。

## 経歴

### 選手時代
1997-98シーズンに3部リーグに所属する地元のFCペナフィエルでデビューし、3年後にヴィトーリアSCに移籍する。1シーズン目に21試合に出場して、結果を残した。2シーズン目は27試合に出場して、レギュラーの座を確保したと思われたが、ヴィトリアでの残りの2シーズンは合計32試合と不調に終わった。2004年、SCブラガに移籍し、1シーズン目で32試合に出場と、自身最多タイの出場試合数だった。スポルティングCPでは2007-08シーズンのUEFAチャンピオンズリーグアウエーのセカンドレグ、マンチェスター・ユナイテッドFC戦で前半22分に先制ゴールをあげるなど加入当初は活躍したが、2008-09シーズン後半からはペドロ・シルヴァの活躍もあり出場機会を減らしている。

### 指導者時代
2011年より指導者に転身。母国のクラブコーチを歴任した。
2019年から外国のクラブを指揮。2020年にはブラジルの名門クラブ「SEパウメイラス」を指揮し、ブラジルリーグ2連覇およびコパ・リベルタドーレス2連覇を果たした。

## 所属クラブ
- FCペナフィエル1997-2000
- ヴィトーリアSC 2000-2004
- SCブラガ 2004-2005
- スポルティング・クルーベ・デ・ポルトゥガル 2006-2011

## タイトル

### 選手時代
スポルティングCP
- タッサ・デ・ポルトガル：2回（2006-07, 2007-08）
- スーペルタッサ・カンディド・デ・オリベイラ：2回（2007, 2008）

### 監督時代

#### クラブ
SEパウメイラス
- カンピオナート・ブラジレイロ・セリエA：2回 (2022, 2023)
- コパ・ド・ブラジル：1回 (2020)
- スーペルコパ・ド・ブラジル：1回 (2023)
- カンピオナート・パウリスタ：2回 (2022, 2023)
- コパ・リベルタドーレス：2回 (2020, 2021)
- レコパ・スダメリカーナ：1回 (2022)

#### 個人
- コパ・リベルタドーレス最優秀監督賞：2回 (2020, 2021)
- 南米年間最優秀監督賞：1回 (2021)
- カンピオナート・ブラジレイロ・セリエA最優秀監督賞：1回 (2022)
- ボーラ・ジ・オーロ：1回 (2022)

## 栄典
- エンリケ航海王子勲章:（ポルトガル共和国）